# Microlicia flava
Microlicia flava är en tvåhjärtbladig växtart som beskrevs av R.Romero. Microlicia flava ingår i släktet Microlicia och familjen Melastomataceae. Inga underarter finns listade i Catalogue of Life.